# Santa Llogaia d'Espot
Santa Llogaia d'Espot és l'església parroquial del poble d'Espot, en el terme municipal del mateix nom, a la comarca del Pallars Sobirà. Està situada a llevant de la vila vella, a l'altra banda del riu que hi passa, l'Escrita. Amplament documentada des del segle xi fins a l'actualitat, res de l'edifici actual és recognoscible com a medieval. Es tracta d'un temple de factura barroca popular.

## Descripció
Església de nau única de respectables dimensions dividida en cinc trams i amb un absis al Nord, de poca profunditat, lleugerament corbat. Façana a migdia amb porta barroca monumental, construïda amb grans blocs de pedra ben escairats que ressalten sobre l'arrebossat que cobreix la façana. És una porta d'arc de mig punt flanquejada per dues pilastres estriades rematades per eolípiles. Al costat d'aquestes, en la part inferior, hi ha volutes. Sobre l'arc apareix una fornícula amb una escultura. Remata el conjunt una creu. Per sobre d'aquesta, sota el pinyó, s'obre un òcul.
La torre campanar de l'església parroquial, per l'índole protectora que és, en un moment donat, podia prestar als habitants del poblet. Se l'ha inclosa amb altres elements de la xarxa defensiva com l'anomenada “Torre dels moros”, “La Torrassa” i el castell de Llort. S'aixeca a l'oest amb un airós xapitell de llicorella. La coberta, igualment de llicorella, és a dues vessants.